# Windows Home Server
Windows Home Server est un système d'exploitation orienté serveur domestique conçu par Microsoft. Il a été annoncé le 7 janvier 2007 au Consumer Electronics Show par Bill Gates. Son but est d'offrir aux foyers équipés de plusieurs PC une solution centralisée et conviviale pour le partage de fichiers, les sauvegardes automatiques et l'accès à des ressources à distance. Il est basé sur le code de Microsoft Windows Server 2003 R2.
Windows Home Server fut lancé pour officiellement le 16 juillet 2007.
Il a été remplacé en avril 2011 par Windows Home Server 2011. 

## Mises à jour
- Le 6 août 2008 est lancé le Power Pack 1, intégrant dorénavant la prise en charge des postes clients sous Windows Vista 64 bits, la sauvegarde des dossiers partagés du serveur sur un support externe. Il améliore en outre l'accès à distance proposant des options plus avancés que précédemment et permet une meilleure gestion de l'énergie. Enfin la correction du fameux bug de corruption des données qui affectait jusqu'ici Windows Home Server est résolu, ainsi que de nombreux autres problèmes mineurs

- Le 24 mars 2009, le Power Pack 2 propose son lot de nouveautés et améliorations plutôt orienté diffusion multimédia avec la prise en charge par le serveur des matériels (PC et Xbox 360 notamment) pouvant utiliser les Media Center Extenders servant à accéder et lire en streaming le contenu présent sur le Home Server

- Depuis le 24 novembre 2009, le Power Pack 3 est disponible. Contrairement aux autres Power Packs celui-ci s'installe automatiquement depuis la console. Cette mise à jour est orienté Windows 7 (Gestion des bibliothèques). D'autres nouveautés sont présentes dans cette mise à jour, comme la possibilité d'archiver les enregistrements de Windows Media Center.

## Fin de la commercialisation et du support
- Windows Home Server n'est plus commercialisé depuis le 10 novembre 2007.
- Le support s'est arrêté le 1er août 2013.

## Fonctionnalités

### La gestion des utilisateurs et de leur ordinateur
Windows Home Server autorise la création et la gestion de 10 utilisateurs maximum. Ces comptes utilisateurs correspondent aux noms et mots de passe d’identification lors du démarrage de l’ordinateur personnel. Ces différents comptes utilisateurs seront destinés à gérer les droits d’accès aux fichiers depuis le réseau domestique ou depuis le site d’accès à distance.
Ces droits d’accès sont au nombre de trois :
- Aucun : l’utilisateur verra l’existence du dossier, mais ne pourra pas voir son contenu ;
- Lecture : l’utilisateur pourra ouvrir le dossier ou le fichier, mais ne pourra pas le modifier ou le supprimer ;
- Complet : l’utilisateur a tous les droits sur le dossier : lecture, création, modification, déplacement, suppression.

Un compte invité est par défaut proposé dont l’accès très limité permet de partager rapidement des données avec une personne extérieure au foyer. Pour des raisons de sécurité, ce compte n’a pas d’accès à distance via le site Internet.

### La sauvegarde et la restauration des ordinateurs

#### La sauvegarde
Cette fonctionnalité est à l’origine de l’existence de Windows Home Server. Un logiciel appelé « Console Windows Home Server » installé sur chaque ordinateur du réseau domestique permet l’analyse de l’ordinateur pour en effectuer la sauvegarde sur le serveur. Cette analyse consiste à déterminer les derniers fichiers modifiés afin de les envoyer au serveur.
Le système de sauvegarde conserve les données selon des règles de gestion préconfigurées sur le serveur. Chaque dimanche, le serveur procède à une opération de maintenance consistant à supprimer les sauvegardes selon ces règles : 
- Conserver les trois dernières sauvegardes ;
- Conserver une sauvegarde des trois dernières semaines ;
- Conserver une sauvegarde des trois derniers mois.

Le serveur conserve aussi toutes les sauvegardes lancées manuellement par l’utilisateur. Depuis la console de gestion, il est possible de changer le temps de conservation d’une sauvegarde manuelle ou automatique.

#### La restauration
En cas de problème (panne matérielle, infection virale, suppression), le serveur intègre un système de restauration. Ce système fonctionne avec l’aide d’un CD-ROM sur lequel l’ordinateur doit démarrer. L’assistant va alors charger les pilotes nécessaires pour le fonctionnement du disque dur et de la carte réseau.
L’assistant va établir la connexion au serveur afin d’accéder à la base de données des sauvegardes. Une fois lancé, plusieurs scénarios sont possibles : 
- Restaurer entièrement l’ordinateur à une date choisie. Dans ce scénario, l’ensemble de l’ordinateur et des données seront remplacés par l’état contenu dans la sauvegarde.
- Restaurer une partie de l’ordinateur. Si le disque dur comporte plusieurs partitions, il est possible de choisir la ou les partitions à restaurer.
- Restaurer une sauvegarde d’un autre ordinateur. Ce scénario est utile en cas de changement d’ordinateur. Si l’utilisateur n’a pas les moyens de passer ses données d’un ordinateur à l’autre, il est possible de récupérer une sauvegarde d’un autre ordinateur et de la restaurer sur le nouveau. Attention, ce scénario marche pour les partitions de données et pas pour les partitions système (sauf si la configuration matérielle est identique).

En cas de simple suppression de données, l’utilisateur peut ouvrir une sauvegarde directement depuis son ordinateur et parcourir les dossiers tels qu’ils l’étaient. Cette méthode est simple et ne requiert pas le CD-ROM de restauration. L’opération se fait directement depuis le système d’exploitation et à l’aide de la console de gestion.

### Un espace de stockage unique
L’utilisateur ne doit pas se soucier de la gestion des disques durs. L’espace de stockage est unique et la gestion de plusieurs disques durs est transparente. Il est ainsi possible d’ajouter ou de supprimer un disque dur sans perte de données et sans avoir à gérer plusieurs espaces de stockage. Le serveur considère tous les disques durs comme un unique disque sur lequel l’utilisateur range ses données numériques.
Pour les données les plus importantes, l’utilisateur peut activer une option de duplication avec laquelle le serveur copiera ses données sur deux disques durs physiquement différents, mais l’utilisateur ne se rendra compte de rien.
Enfin, en cas de mauvaise santé d’un disque dur, l’utilisateur sera averti et pourra donc anticiper une panne matérielle.

### Le partage de fichiers et d’imprimantes

#### Les fichiers
Avec cet espace de stockage large et correctement géré, le partage et la diffusion des fichiers au sein du foyer sont donc une chose simple. Toujours dans un souci de simplicité, ce partage est préconfiguré sur le serveur. Par défaut il y a des dossiers dédiés à chaque famille de fichier : 
- Les documents ;
- La musique ;
- Les vidéos ;
- Les photos ;
- Les logiciels.

Il est bien évidemment possible d’ajouter d’autres dossiers depuis la console de gestion. Les droits d’accès se gèrent lors de la création du dossier, appliquant les autorisations d’accès selon les comptes utilisateurs.

#### La sauvegarde des fichiers
Afin de proposer un système entièrement fiable, il est possible de faire des sauvegardes des dossiers partagés sur un autre disque dur. Ce système est intégré à Windows Home Server depuis la mise à jour du 6 août 2008 (Power Pack 1).

#### Les dossiers utilisateurs
Afin de proposer un système entièrement fiable, il est possible de faire des sauvegardes des dossiers partagés sur un autre disque dur. Ce système est intégré à Windows Home Server depuis la mise à jour du 6 août 2008 (Power Pack 1).

#### L'accès à distance
Le système comporte un site Internet sécurisé grâce auquel les utilisateurs peuvent s’identifier et accéder à plusieurs types d’informations : 
- Les dossiers et fichiers partagés : l’interface propose plusieurs affichages et modes de transfert selon les souhaits et méthodes de l’utilisateur. Un simple bouton « télécharger permet de récupérer ou envoyer des fichiers au serveur. Il existe aussi un mode « glissé-déplacé » géré par un contrôle ActiveX.
- La console de gestion du serveur : afin d’exécuter une tâche sur le serveur depuis l’extérieur, la console de gestion regroupant l’ensemble des fonctionnalités est accessible.
- Leurs ordinateurs : si l’utilisateur a autorisé l’accès à distance de son ordinateur, il peut prendre le contrôle de son ordinateur, si ce dernier est allumé et connecté au serveur.

Cet accès peut se faire depuis n’importe quel ordinateur connecté à Internet.

#### Les imprimantes
Le partage d’imprimante permet au foyer de n’utiliser qu’une seule imprimante disponible sur l’ensemble des ordinateurs du réseau.

### Le «streaming» des médias
Une autre technologie développée par Microsoft, Media Connect, permet de diffuser sur l’ensemble de votre réseau le contenu de votre ordinateur sous Windows Media Center ou votre Home Server. Cette diffusion permet à chaque ordinateur de lire le contenu du serveur via le réseau domestique. Ainsi, une Xbox 360 peut lire les films, les photos ou la musique de votre Home Server sur votre télévision.
D’autres appareils verront le jour et pourront ainsi exploiter cette technologie. Il existe déjà quelques platines de salon pouvant lire des films, ou des chaînes hifi pour lire la musique.
Avec la centralisation de vos données numériques sur Windows Home Server, chaque ordinateur ou appareil pourra ainsi lire le contenu du serveur au sein du foyer.

### L’hébergement et la gestion de site
Aujourd’hui, Windows Home Server détient un site : celui permettant de se connecter à distance pour lire les informations et données sur serveur. Cependant, il est possible d’héberger d’autre site pour gérer d’autres informations. Cette gestion de site sera très utile dans le cas de la gestion d’une maison domotique.

### Les compléments / Add-Ins
Afin d’ouvrir les possibilités du serveur, Microsoft a intégré la gestion de compléments à Windows Home Server. Ces compléments permettent d’ajouter des fonctionnalités le plus facilement possible : gestion de l’énergie, affichage d’informations supplémentaires à propos du serveur, antivirus, gestion d’albums photo web, diffusion de musique sur iTunes…

## Caractéristiques techniques

### La console de gestion
La console Windows Home Server a deux principales utilités : 
- Établir la connexion entre l’ordinateur et le serveur afin d’effectuer les sauvegardes ;
- Administrer le serveur.

### Fonctionnement des sauvegardes
La sauvegarde d’un ordinateur se fait par le biais d’un processus nommé « BackupEngine.exe » et en trois étapes : 
- Préparation d’une sauvegarde : avant le démarrage d’une sauvegarde, un compte à rebours de 5 minutes commence. Pendant ce temps-là, le serveur établit la liste des dernières sauvegardes. L’utilisateur est averti de ce démarrage et peut reporter cette sauvegarde d’une heure. Reporter une sauvegarde permet notamment de conserver l’ensemble des performances de l’ordinateur.

- Analyse des clusters modifiés : cette opération est faite « en brute » sur le disque dur. Elle permet d’identifier les clusters modifiés depuis la dernière sauvegarde et ainsi dresser une liste des fichiers à sauvegarder.
- Réorganisation des données sur le serveur : à partir de la liste précédemment dressée, le serveur se prépare à la réception des fichiers.
- Envoi des données au serveur : comme son nom l’indique, lors de cette étape l’ordinateur envoie au serveur les fichiers dernièrement modifiés et à sauvegarder.

- Sauvegarde du volume terminée : Le serveur confirme la réception des données et met fin à l’opération.

### Fonctionnement de la console de gestion
Pour accéder à la gestion du serveur, la console Windows Home Server permet par le biais de la technologie « Terminal Server » de se connecter au serveur. Un écran, organisé en plusieurs rubriques permet de :
- Gérer les ordinateurs : voir leur état de sauvegarde (à jour, en retard, en cours), configurer les sauvegardes (choisir les dossiers à exclure notamment), afficher l’historique des sauvegardes.
- Gérer  les utilisateurs : afin de créer et gérer les utilisateurs ayant un accès au serveur.
- Gérer les dossiers : afin d’ajouter et gérer les droits d’accès au serveur selon les utilisateurs.
- Gérer le stockage : afin d’ajouter ou de supprimer un disque dur et surveiller la santé des disques durs.
- Paramètres : afin de mettre en route le serveur et gérer les options.

### La sécurité des données
Une technologie appelée « DriveExtender » a été spécialement conçue pour Windows Home Server par Microsoft. Elle consiste à : 
- Avoir un espace de stockage unique : l’espace de stockage de l’ensemble des données correspond à un seul disque dur visible depuis le poste de travail. Cet espace est unique. Lors de l’ajout d’un disque dur, celui-ci ajoutera sa capacité à cet espace de stockage.
- Duplication des données : afin d’éviter la perte de données importantes à la suite d'une panne matérielle par exemple, les dossiers les plus importants du serveur peuvent être « dupliqués ». Cela consiste à les copier sur deux disques durs physiquement différents. En cas de panne de l’un des disques durs, les données seront automatiquement recopiées sur un autre disque dur.
- Monitoring : afin d’anticiper et prévenir d’éventuelles pannes, Windows Home Server surveille la santé des disques durs et prévient l’utilisateur en cas de danger.

Avec ce système, Microsoft a créé une solution de sécurisation des données à moindre prix. En effet, comparé à un système RAID, il n’y a que les données importantes qui occupent plus de place, mais le reste de l’espace de stockage du disque est disponible. De plus, l’ajout (ou la suppression) d’un disque dur est facilité grâce à des assistants dont la vocation est de simplifier au mieux ces manipulations.
La technologie S.M.A.R.T. a été intégrée afin de surveiller la santé des disques durs et anticiper une panne matérielle.

### La gestion des sauvegardes
Chaque ordinateur forme une base de données sur le serveur dans laquelle les fichiers sont stockés en plusieurs exemplaires selon les dates de sauvegarde. Lors d’une sauvegarde d’un ordinateur, la base de données sera verra grandir avec de nouvelles versions des fichiers dernièrement modifiés.
Lors de l’ouverture d’une sauvegarde depuis un ordinateur, la base de données est affichée avec l’ensemble des données à la date choisie. Lors d’une restauration complète, l’assistant copiera l’ensemble de la base avec la dernière version des fichiers choisie.

### La gestion des sites

#### IISetProxy
Basé sur Windows Server 2003, Windows Home Server conserve les services de ce premier. La gestion de sites web est donc assurée par IIS (Internet Information Server) dans sa version 6. Ainsi, chaque nouvelle application installée sur le serveur peut exploiter les services IIS pour publier un nouveau site et l’héberger sur le serveur.
Il est fortement conseillé aux développeurs de sites pour Windows Home Server d’exploiter les fonctionnalités d’identification incluses dans le système (afin d’éviter l’utilisation d’un nouveau port) et de proxy pour se connecter à d’autres applications. D’ailleurs, les fonctionnalités d’accès aux ordinateurs à distance sont basées sur ce principe (Système d’identification du serveur et proxy applicatif). Certaines applications, comme la vidéosurveillance, exploitent déjà ses services afin de diffuser les images vidéo du foyer à l’extérieur de celui-ci.

#### Gestion de nom de domaine dynamique
Microsoft propose un service gratuit de gestion de nom de domaine basé sur le principe d’adresse IP dynamique. Régulièrement, le serveur domestique informe un central de son adresse IP Internet. Le nom de domaine .homeserver.com choisi par l’utilisateur pointera alors toujours vers le serveur domestique.
Cela est particulièrement utile lorsque les fournisseurs d’accès à Internet des utilisateurs ne proposent pas d’adresses IP fixes.

## Configuration minimum du serveur
- Processeur 1.0 GHz Intel Pentium III (ou équivalent) ;
- RAM : 512 Mo ;
- Disque dur : 80 Go pour le disque principal ;
- Réseau : carte 100 Mbit/s (1 Gbit/s recommandé) ;

Pour les serveurs « faits maison », il est recommandé d’avoir en plus lors de l'installation : 
- Un lecteur de DVD-ROM ou une clé USB sur laquelle il est possible de démarrer ;
- Un écran ;
- Une souris ;
- Un clavier.